# Министерство индустрии и новых технологий Казахстана
Министерство индустрии и новых технологий Республики Казахстан — центральный исполнительный орган Республики Казахстан, в составе правительства Республики Казахстан, осуществляющий руководство в сфере индустрии и индустриально-инновационного, научно-технического развития страны, горно-металлургического комплекса, машиностроения, химической, фармацевтической, лёгкой, деревообрабатывающей и мебельной промышленности, стройиндустрии и производства строительных материалов; государственной поддержки инвестиций, безопасности машин и оборудования и безопасности химической продукции в соответствии с отраслевой направленностью; создания, функционирования и упразднения специальных экономических зон; экспортного контроля; технического регулирования и обеспечения единства измерений; электроэнергетики; минеральных ресурсов, за исключением углеводородного сырья; государственного геологического изучения, воспроизводства минерально-сырьевой базы, рационального и комплексного использования недр, государственного управления недропользованием в части твёрдых полезных ископаемых, подземных вод и лечебных грязей; угольной промышленности; использования атомной энергии, поддержки использования возобновляемых источников энергии, энергосбережения, а также межотраслевой координации государственных органов в сфере деятельности, отнесённой к его компетенции.
Положение о Министерстве индустрии и новых технологий Республики Казахстан утверждено постановлением Правительства Республики Казахстан от 26 ноября 2004 года № 1237.
Oдин из самых крупных госорганов, как по охвату секторов экономики, так и по численности. В общей сложности работу Министерства в центре и в регионах обеспечивают практически 7 тысяч человек.
После подписания нового указа министерству переданы функции и полномочий в области туристской деятельности.
6 августа 2014 года в ходе реорганизации Правительства РК упразднено, функции министерства переданы новому Министерству по инвестициям и развитию Республики Казахстан.

## Состав
Министерство имеет ведомства:
- Комитет по инвестициям,
- Комитет промышленности,
- Комитет технического регулирования и метрологии,
- Комитет государственного энергетического надзора и контроля,
- Комитет геологии и недропользования.[1]
- Комитет индустрии туризма

### Перечень организаций, находящихся в ведении Министерства
Республиканские государственные предприятия
1. РГП «Национальный ядерный центр Республики Казахстан».
2. РГП «Уранликвидрудник».
3. РГП "Национальная электроэнергетическая система «Казахстанэнерго».
4. РГП «Карагандаликвидшахт».
5. РГП «Казахстанский институт стандартизации и сертификации».
6. РГП «Казахстанский институт метрологии».

Акционерные общества
1. АО «Казахстанское контрактное агентство».
2. АО «Национальный инновационный фонд».
3. АО "Национальное агентство по экспорту и инвестициям «KAZNEX INVEST».
4. АО «Парк ядерных технологий».
5. АО «Казахэнергоэкспертиза».
6. АО «Достык Энерго».
7. ЗАО «Республиканский информационно-выставочный центр по малому предпринимательству»

### Руководители
- Асет Исекешев — министр индустрии и новых технологий РК (с января 2012 года)[4]
- Альберт Рау — первый вице-министр индустрии и новых технологий РК (с марта 2010 года)[5]
- Нурлан Сауранбаев — вице-министр индустрии и новых технологий РК (с мая 2011 года)[6]
- Бахытжан Джаксалиев — вице-министр индустрии и новых технологий РК. (с июня 2011 года)[7]
- Каныш Тулеушин — вице-министр индустрии и новых технологий РК. (с августа 2011 года)[8]